# Once Again (album de John Legend)
Pour les articles homonymes, voir Once Again.
Albums de John Legend
Get Lifted
(2004) Evolver
(2008)
Once Again est un album de John Legend, sorti en 2006, sur le label GOOD Music.

## Liste des titres
1. Save Room - 3:59
2. Heaven - 3:47
3. Stereo -  4:19
4. Show Me - 5:10
5. Each Day Gets Better - 4:01
6. P.D.A. (We Just Don't Care) - 4:38
7. Slow Dance - 4:53
8. Again - 4:24
9. Maxine - 4:39
10. Where Did My Baby Go - 5:03
11. Maxine's Interlude - 1:50
12. Another Again - 5:20
13. Coming Home - 5:22
14. King & Queen (featuring Mary J. Blige) (Titre bonus international) - 3:47
15. Out of Sight (Titre bonus international) - 4:13
16. Don't Let Me Be Misunderstood (Titre bonus international) - 5:13

## Certifications
| Pays                  | Certification | Unités certifiées |
| --------------------- | ------------- | ----------------- |
| Canada (Music Canada) | Or            | 50 000            |
| États-Unis (RIAA)     | Platine       | 1 000 000         |
| Irlande (BPI)         | Or            | 7 500             |
| Pays-Bas (NVPI)       | Platine       | 70 000            |
| Royaume-Uni (BPI)     | Or            | 100 000           |